# الکس، شرکت (مجموعه تلویزیونی)
الکس، شرکت نام یک سریال کمدی محصول کشور آمریکا است.

## خلاصه داستان
سریال شرح حال الکس شومن، خبرنگار رادیو، روزنامه نگار است که تصمیم به ترک شغل خود می گیرد و شرکت خود را بنا می کند.

## بازیگران و شخصیت ها
- Zach Braff به عنوان الکس شومن
- Tiya Sircar به عنوان آرونیما
- Hillary Anne Matthews به عنوان دیرده ریوردان
- الیستا Henig به عنوان بن شومان الکس
- Audyssie جیمز به عنوان ثریا شومان الکس
- Michael Imperioli به عنوان ادی